# AmeriKKKa’s Most Wanted
AmeriKKKa’s Most Wanted ist das erste Soloalbum von Ice Cube. Es erschien 1990 unter dem Label Priority Records und wird dem Genre Hip-Hop zugerechnet. Es war vor allem in den USA erfolgreich, wo es eine Platin-Schallplatte erhielt. Wegen der Verbindung von Eastcoast- mit Westcoast-Hip-Hop sowie der starken gesellschaftspolitischen Ausrichtung gilt es innerhalb des Genres als wichtiger Beitrag.

## Entstehungsgeschichte
Ice Cube begann als Teenager zu rappen. Seine ersten Schritte als Musiker machte er zusammen mit dem Produzenten Sir Jinx in der Gruppe CIA, bevor er schließlich Teil von N.W.A wurde. Als deren Haupttexter hatte er seinen Durchbruch, trennte sich jedoch nach den ersten großen Erfolgen von der Gruppe, als es mit dem Manager Jerry Heller zu Streitigkeiten um die Bezahlung kam.
Dennoch wollte Ice Cube sein Solodebüt vom N.W.A-Mitglied Dr. Dre produzieren lassen, der damit auch einverstanden war. Dies scheiterte jedoch am Veto Jerry Hellers. Daraufhin flog Ice Cube Anfang 1990 gemeinsam mit Sir Jinx nach New York City, um sich dort mit Sam Sever, dem Produzenten von 3rd Bass, zu treffen und mit ihm zu arbeiten. Dieser versetzte Ice Cube jedoch. Zufällig traf Ice Cube dann Chuck D von Public Enemy, der ihn in die Greene Street Studios mitnahm, wo gerade das Lied Burn Hollywood Burn für Public Enemys Album Fear of a Black Planet aufgenommen wurde. Ice Cube wurde schließlich auf dem Titel gefeaturet und lernte so die Produzenten von Public Enemy, The Bomb Squad, kennen, die sich einverstanden erklärten sein Album zu produzieren.
Als erstes Lied wurde dann das Titelstück AmeriKKKa’s Most Wanted aufgenommen. Die Idee hinter der Namensgebung war einerseits eine Anspielung auf die Fernsehsendung America’s Most Wanted und andererseits eine Kritik an den Vereinigten Staaten von Amerika, die zur Zeit der Aufnahme des Albums von den Reaganomics geprägt waren, einer Wirtschaftspolitik, die Ice Cube als benachteiligend für junge Afroamerikaner empfand. Er stellte so eine Verbindung zwischen dem Landesnamensteil „America“ und dem mit KKK abgekürzten, rassistischen Geheimbund Ku-Klux-Klan her.
Innerhalb von zwei Monaten konnte das gesamte Werk fertig gestellt werden, da Ice Cube bereits die meisten Texte dabei hatte – sie waren zum Teil ursprünglich für N.W.A oder Eazy-E gedacht. Dies trifft vor allem auf die Lieder zu, die von der Bomb Squad produziert wurden. Bei jenen wurde die Musik nach den Texten komponiert. Bei den von Sir Jinx produzierten Stücken war die Vorgehensweise umgekehrt. Hier wurden die Texte zur bereits vorhandenen Musik geschrieben.

## Musikstil
Da Ice Cube aus Los Angeles stammt, wird seine Musik üblicherweise dem Westcoast-Hip-Hop zugeordnet. Typisch für dieses Subgenre sind eine prahlerische Grundstimmung und Anlehnungen an den Funk. AmeriKKKa’s Most Wanted verband durch die Produktion der Bomb Squad diesen Stil mit dem Klangbild des Eastcoast-Hip-Hop, der geprägt ist von zahlreichen Samples und satten Bässen.
Inhaltliches Kernthema des Albums sind Ice Cube gesellschaftspolitische Ansichten. Es wird vor allem das Leben als junger, männlicher Afroamerikaner in den Großstädten der USA porträtiert, das als geprägt von Polizeigewalt, Perspektivlosigkeit und Rassismus dargestellt wird. Ice Cube greift dabei auf eine anschauliche, beängstigende und persönliche Erzählweise zurück. Ein Beispiel hierfür ist das Titellied, in dem geschildert wird, wie ein Krimineller lange ungehindert seine Taten verüben kann, bis er seinen Aktionsradius auf die mehrheitlich von Weißen bewohnten Vororte ausdehnt, wo er sogleich verhaftet wird.
Ein weiterer, mehrmals behandelter Gegenstand ist die Beziehung zwischen Männern und Frauen. Diese wurden oft aus einer misogynen Haltung heraus dargestellt, wie auf den Liedern I’m Only Out For One Thang und You Can’t Fade Me. Insbesondere das letztgenannte Stück sorgte wegen seines Textes für Aufsehen, da darin die Überlegung geschildert wird einer Schwangeren in den Bauch zu treten, um so eventuellen, späteren Unterhaltszahlungen zu entgehen. Dem entgegen steht It’s a Man’s World, auf dem Ice Cube und die Rapperin Yo Yo sich auf überspitzte Weise über die Vorzüge ihres jeweiligen Geschlechts auslassen und dem Inhalt so einen selbstironischen Unterton geben.
Um das Album noch bildlicher zu gestalten, wurden mehrere Skits eingefügt. Bereits im Intro Better Off Dead ist dies zu erkennen. Hier wird Ice Cube im Stil eines Hörspiels auf einem elektrischen Stuhl hingerichtet.

## Titelliste
1. Better Off Dead – 1:00
  - Stimmen von Ice Cube und Brian Holt
  - Produziert von Ice Cube, Sir Jinx und E. Sadler
2. The Nigga Ya Love to Hate – 4:01
  - Musik von E. Sadler und Ice Cube
  - Stimme von Ice Cube
  - Hintergrundstimmen von Dan Wood, Epitome of Scratch, Krissta und Keith Shocklee
  - Bass- und Rockgitarre: Al “Purple” Hayes
  - Produziert von The Bomb Squad
  - Ko-produziert von Ice Cube und Sir Jinx
3. AmeriKKKa’s Most Wanted – 4:08
  - Musik von E. Sadler, Keith Shocklee und Ice Cube
  - Stimme von Ice Cube
  - Hintergrundstimmen von Sir Jinx, J. Dee, Dan Wood und Ricky Harris
  - Produziert von The Bomb Squad
  - Ko-produziert von Ice Cube und Sir Jinx
4. What They Hittin’ Foe? – 1:30
  - Musik von The Average White Band und Ice Cube
  - Stimme von Ice Cube
  - Hintergrundstimmen von The Lench Mob
  - Produziert von The Bomb Squad
  - Ko-produziert von Ice Cube und Sir Jinx
5. You Can’t Fade Me – 4:47 / JD’s Gaffilin’ – 0:28
  - Musik von E. Sadler und Ice Cube
  - Stimme von Ice Cube
  - Bass von Al “Purple” Hayes
  - Produziert von The Bomb Squad
  - Ko-produziert von Ice Cube und Sir Jinx
6. Once Upon a Time in the Projects – 3:40
  - Musik von Sir Jinx
  - Stimme von Ice Cube
  - Hintergrundstimmen von Shannon und Jackie Farmer
  - Rockgitarre von Al “Purple” Hayes
  - Produziert von Sir Jinx
  - Ko-produziert von The Bomb Squad
7. Turn Off the Radio – 2:37
  - Musik von Paul Shabazz, Chuck D. und E. Sadler
  - Stimme von Ice Cube
  - Hintergrundstimmen von Ricky Harris, D.E.L., T-Bone und The Lench Mob
  - Produziert von The Bomb Squad
  - Ko-produziert von Ice Cube und Sir Jinx
8. Endangered Species (Tales From the Darkside) (feat. Chuck D) – 3:24
  - Musik von E. Sadler
  - Stimmen von Ice Cube und Chuck D
  - Hintergrundstimmen von The Lench Mob und The Bomb Squad
  - Produziert von The Bomb Squad
  - Ko-produziert von Ice Cube und Sir Jinx
9. A Gangsta’s Fairytale – 3:28
  - Musik von E. Sadler
  - Stimme von Ice Cube
  - Hintergrundstimmen von Dan Wood, Son of Bazerk, Lil Les und Krissta
  - Klavier von Tim “Timteo” Rollins
  - Produziert von Ice Cube, Sir Jinx und E. Sadler
  - Ko-produziert von The Bomb Squad
10. I’m Only Out For One Thang (feat. Flavor Flav) – 2:13
  - Musik von Stevie Wonder und Sir Jinx
  - Stimmen von Ice Cube und Flavor Flav
  - Produziert von Sir Jinx und Ice Cube
  - Ko-produziert von The Bomb Squad
11. Get Off My Dick and Tell Yo Bitch to Come Here – 0:55
  - Musik von E. Sadler
  - Stimme von Ice Cube
  - Produziert von The Bomb Squad
  - Ko-produziert von Ice Cube und Sir Jinx
12. The Drive-By – 0:56
  - Stimmen von Sir Jinx und Keith Shocklee
  - Produziert von Sir Jinx
13. Rollin’ Wit the Lench Mob – 3:48
  - Musik von E. Sadler
  - Stimme von Ice Cube
  - Hintergrundstimmen von J. Dee, T-Bone und Sir Jinx
  - Rockgitarre von Al “Purple” Hayes
  - Produziert von The Bomb Squad
  - Ko-produziert von Ice Cube und Sir Jinx
14. Who’s the Mack? – 4:31
  - Musik von The J.B.’s
  - Stimme von Ice Cube
  - Hintergrundstimme von Son of Bazerk
  - Saxophon und Flöte von Vincent Henry
  - Klavier von Tim “Timteo” Rollins
  - Produziert von Sir Jinx und The Bomb Squad
15. It’s a Man’s World (feat. Yo Yo) – 4:46
  - Musik von Sir Jinx
  - Stimmen von Ice Cube und Yo Yo
  - Produziert von Sir Jinx und Ice Cube
16. The Bomb – 3:24
  - Musik von Sir Jinx
  - Stimme von Ice Cube
  - Hintergrundstimmen von J. Dee, T-Bone und Ricky Harris
  - Produziert von Sir Jinx
  - Ko-produziert von The Bomb Squad

## Veröffentlichungen und Charterfolge
AmeriKKKa’s Most Wanted war vor allem in den USA erfolgreich. Das Album debütierte dort zwar nur auf Platz 110 der Billboard 200, stieg aber in den folgenden Wochen immer weiter und erreichte schließlich die Spitzenposition 19.
Insgesamt konnte sich der Langspieler etwa ein halbes Jahr in dieser Liste halten, was zu Verkäufen von über einer Million Einheiten und damit zu einer Platin-Schallplatte der RIAA führte.
In Europa erreichte das Werk nicht die gleiche kommerzielle Bedeutung, die bedeutendste Platzierung erreichte es dort in den britischen Charts mit Rang 48.
Als erste Single wurde das Lied Who’s the Mack? ausgekoppelt. Dabei handelte es sich jedoch nur um eine Promo-Version, sodass sich das Stück in keinen Hitparaden positionieren konnte.
Anschließend erschien das Titelstück AmeriKKKa’s Most Wanted als Single. Im Vereinigten Königreich erreichte dieses Lied den Platz 76, blieb aber nur für zwei Wochen in den Charts. In den USA konnte es zwar nicht in die Billboard Hot 100 gelangen, war dafür aber in der genrespezifischen Hitparade „Hot Rap Songs“ ein Erfolg, wo es auf Position 1 geführt wurde.
Als dritte und letzte Single wurde der Titel Endangered Species veröffentlicht, der allerdings in keinen relevanten Charts mehr gelistet wurde.
In den Jahren nach dem ersten Erscheinen am 16. Mai 1990 wurde das Album mehrfach wiederveröffentlicht. Unter anderem erschienen Versionen, die digital remastert wurden, sowie 2003 eine Sonderausgabe, die als Bonustracks die Lieder der Ice-Cube-EP Kill at Will enthielt, die ursprünglich kurze Zeit nach AmeriKKKa’s Most Wanted auf den Markt gebracht wurde.

## Rezeption
AmeriKKKa’s Most Wanted wurde überwiegend gut bis sehr gut bewertet.
So vergab die Zeitschrift Spin den 1990 neu eingeführten Preis für das beste Album des Jahres an AmeriKKKa’s Most Wanted.
Das Hip-Hop-Magazin The Source vergab die Höchstwertung von fünf Mikrofonen.
Greg Sandow urteilte in einer Rezension für Entertainment Weekly mit der Note B− nach den Zensuren im Schulsystem der Vereinigten Staaten. Er kritisierte vor allem die musikalische Komponente, die er als selten bemerkenswert bezeichnete. Die Texte lobte er hingegen als ungeschönten Blick in die Realität der armen, schwarzen Gemeinschaft. Er findet daher AmeriKKKa’s Most Wanted als wichtiges Zeitdokument bedeutender als als Kunstwerk.
David Jeffries besprach das Werk für Allmusic und gab die maximal möglichen fünf Sterne. Ihm gefiel vor allem wie Ice Cube den hohen Erwartungen nach dem Verlassen von N.W.A standhielt, was seiner Meinung nach nur die talentiertesten Künstler auf dem Höhepunkt ihres Schaffens konnten. Im Gegensatz zu Sandow gefällt ihm außerdem auch die musikalische Untermalung, die er mitreißend nennt. Auch die Texte hebt er hervor und fasst das Werk als zeitlose, fesselnde Übung in Wut, Ehrlichkeit und den gesellschaftspolitischen Möglichkeiten des Hip-Hop zusammen.
Eine Ausnahme stellte Alan Light dar. Er vergab lediglich zweieinhalb von fünf Sternen im Auftrag von Rolling Stone. Ihm missfiel die seiner Meinung nach über das Album hinweg nachlassende Produktion der Bomb Squad, sowie vor allem Ice Cubes Haltung Frauen gegenüber, die er als verachtenswert brandmarkte. Allerdings wurde AmeriKKKa’s Most Wanted im später erschienenen Buch The New Rolling Stone Album Guide mit der Höchstwertung bedacht.